# 로스은행
로스은행(러시아어: Росбанк)은 모회사가 국제 금융 그룹 소시에테 제네랄인 러시아 범용 은행이다. 2014년 12월 기준으로 로스은행의 자산은 러시아 은행 중 12위이다.
법적으로 로스은행은 주식회사로 등록되어 있으며, 모스크바에 본사가 있다.